# Lista de prêmios e indicações recebidos por Ratatouille
Ratatouille é um filme de animação computadorizada dos Estados Unidos que foi produzido pela Pixar e distribuído pela Walt Disney Pictures. A animação é a oitava produção feita pela Pixar, e sua estreia decorreu nos cinemas norte-americanos em 29 de junho de 2007. Ele foi dirigido por Brad Bird, que substituiu o então diretor da trama Jan Pinkava em janeiro de 2005. O enredo segue com Remy, um rato que sonha em se tornar um chef de cozinha e tenta alcançar o seu objetivo fazendo uma aliança com o personagem Alfredo Linguini, um funcionário de um restaurante parisiense de luxo. Ratatouille recebeu opiniões muito positivas dos críticos de cinema, obtendo uma aprovação de 96% nos agregadores de resenhas Rotten Tomatoes e Metacritic. A produção também teve um bom desempenho comercial, faturando US$ 206.445.654 na América do Norte, US$ 9.617.116 no Brasil, e US$ 4.168.055 em Portugal. Mundialmente, o filme teve um lucro de mais de 623 milhões de dólares, estando entre os 100 filmes de maior bilheteria do mundo.
Recebeu cinco indicações ao Oscar, incluindo o de Melhor Trilha Sonora, Edição de Som, Mixagem de Som e Roteiro Original, porém venceu apenas a de Melhor Filme de Animação. Ratatouille também foi indicado a treze Annie Awards, onde recebeu duas nomeações na categoria Melhores Efeitos Animados, no qual acabou por perder para Surf's Up, e três indicações na seção Melhor Atuação de Voz em Animação, onde os dubladores do filme, Janeane Garofalo, Patton Oswalt e Ian Holm foram indicados. Porém, apenas Ian Holm que fez a voz do personagem Skinner venceu. A animação também ganhou o prêmio de Melhor Filme de Animação em várias premiações, incluindo o Chicago Film Critics, o National Board of Review, o Annie Awards, o Broadcast Film Critics, a British Academy Film Awards (BAFTA), e o Globo de Ouro.

## Prêmios e indicações
| Data da cerimônia       | Premiação                                     | Categoria                                                                       | Nomeados                                                      | Resultado                     |
| ----------------------- | --------------------------------------------- | ------------------------------------------------------------------------------- | ------------------------------------------------------------- | ----------------------------- |
| 20 de outubro de 2007   | World Soundtrack Awards                       | Melhor Canção Original Escrita para um Filme (pela canção "Le Festin")          | Michael Giacchino & Camille                                   | Indicado                      |
| 27 de outubro de 2007   | Hollywood Film Festival                       | Animação do Ano                                                                 | —                                                             | Venceu                        |
| 5 de dezembro de 2007   | National Board of Review                      | Melhor Filme de Animação                                                        | —                                                             | Venceu                        |
| 9 de dezembro de 2007   | Boston Society of Film Critics                | Melhor Roteiro                                                                  | Brad Bird                                                     | Venceu                        |
| 9 de dezembro de 2007   | Los Angeles Film Critics Association          | Melhor Animação                                                                 | —                                                             | Venceu (junto com Persepolis) |
| 9 de dezembro de 2007   | Washington D.C. Area Film Critics Association | Melhor Filme de Animação                                                        | —                                                             | Venceu                        |
| 13 de dezembro de 2007  | Chicago Film Critics Association              | Melhor Filme de Animação                                                        | —                                                             | Venceu                        |
| 13 de dezembro de 2007  | Chicago Film Critics Association              | Melhor Roteiro Original                                                         | Brad Bird                                                     | Indicado                      |
| 17 de dezembro de 2007  | Dallas-Fort Worth Film Critics Association    | Melhor Filme de Animação                                                        | —                                                             | Venceu                        |
| 17 de dezembro de 2007  | Satellite Awards                              | Melhor Filme, Animação ou Mídia Mista                                           | —                                                             | Venceu                        |
| 17 de dezembro de 2007  | Satellite Awards                              | Melhor Trilha Sonora Original                                                   | Michael Giacchino                                             | Indicado                      |
| 17 de dezembro de 2007  | Satellite Awards                              | Melhor DVD Juvenil                                                              | —                                                             | Venceu                        |
| 17 de dezembro de 2007  | Southeastern Film Critics Association Awards  | Melhor Filme de Animação                                                        | —                                                             | Venceu                        |
| 18 de dezembro de 2007  | Phoenix Film Critics Society                  | Melhor Filme de Animação                                                        | —                                                             | Venceu                        |
| 18 de dezembro de 2007  | San Diego Film Critics Society Awards         | Melhor Filme de Animação                                                        | —                                                             | Venceu                        |
| 18 de dezembro de 2007  | Toronto Film Critics Association Awards       | Melhor Filme de Animação                                                        | —                                                             | Venceu                        |
| 21 de dezembro de 2007  | Florida Film Critics Circle Awards            | Melhor Filme de Animação                                                        | —                                                             | Venceu                        |
| 21 de dezembro de 2007  | Las Vegas Film Critics Society Awards         | Melhor Filme de Animação                                                        | —                                                             | Venceu                        |
| 21 de dezembro de 2007  | Las Vegas Film Critics Society Awards         | Melhor Filme Familiar                                                           | —                                                             | Venceu                        |
| 7 de janeiro de 2008    | Broadcast Film Critics Association            | Melhor Filme de Animação                                                        | —                                                             | Venceu                        |
| 8 de janeiro de 2008    | People's Choice Awards                        | Filme Familiar Favorito                                                         | —                                                             | Indicado                      |
| 9 de janeiro de 2008    | Online Film Critics Society                   | Melhor Animação                                                                 | —                                                             | Venceu                        |
| 9 de janeiro de 2008    | Online Film Critics Society                   | Melhor Roteiro Original                                                         | Brad Bird                                                     | Indicado                      |
| 11 de janeiro de 2008   | Central Ohio Film Critics Association         | Melhor Filme de Animação                                                        | —                                                             | Venceu                        |
| 12 de janeiro de 2008   | Kansas City Film Critics Circle               | Melhor Filme de Animação                                                        | —                                                             | Venceu                        |
| 13 de janeiro de 2008   | Globo de Ouro                                 | Melhor Filme de Animação                                                        | Brad Bird                                                     | Venceu                        |
| 2 de fevereiro de 2008  | PGA Awards                                    | Produtor do Ano em Filmes de Animação                                           | Brad Lewis                                                    | Venceu                        |
| 8 de fevereiro de 2008  | Annie Awards                                  | Melhores Efeitos Animados                                                       | Gary Bruins                                                   | Indicado                      |
| 8 de fevereiro de 2008  | Annie Awards                                  | Melhores Efeitos Animados                                                       | Jon Reisch                                                    | Indicado                      |
| 8 de fevereiro de 2008  | Annie Awards                                  | Melhor Filme de Animação                                                        | Pixar Animation Studios                                       | Venceu                        |
| 8 de fevereiro de 2008  | Annie Awards                                  | Melhor Personagem Animado em um Filme                                           | Michal Makarewicz                                             | Venceu                        |
| 8 de fevereiro de 2008  | Annie Awards                                  | Melhor Desenho de Personagem em um Filme de Animação                            | Carter Goodrich                                               | Venceu                        |
| 8 de fevereiro de 2008  | Annie Awards                                  | Melhor Direção em um Filme de Animação                                          | Brad Bird                                                     | Venceu                        |
| 8 de fevereiro de 2008  | Annie Awards                                  | Melhor Música em um Filme de Animação                                           | Michael Giacchino                                             | Venceu                        |
| 8 de fevereiro de 2008  | Annie Awards                                  | Melhor Desenho de Produção em um Filme de Animação                              | Harley Jessup                                                 | Venceu                        |
| 8 de fevereiro de 2008  | Annie Awards                                  | Melhor Storyboard de um Filme de Animação                                       | Ted Mathot                                                    | Venceu                        |
| 8 de fevereiro de 2008  | Annie Awards                                  | Melhor Atuação de Voz em um Filme de Animação                                   | Janeane Garofalo                                              | Indicado                      |
| 8 de fevereiro de 2008  | Annie Awards                                  | Melhor Atuação de Voz em um Filme de Animação                                   | Ian Holm                                                      | Venceu                        |
| 8 de fevereiro de 2008  | Annie Awards                                  | Melhor Atuação de Voz em um Filme de Animação                                   | Patton Oswalt                                                 | Indicado                      |
| 8 de fevereiro de 2008  | Annie Awards                                  | Melhor Roteiro em um Filme de Animação                                          | Brad Bird                                                     | Venceu                        |
| 10 de fevereiro de 2008 | British Academy of Film and Television Arts   | Melhor Filme de Animação                                                        | Brad Bird                                                     | Venceu                        |
| 10 de fevereiro de 2008 | Grammy Awards                                 | Melhor Trilha Sonora para um filme, programa de televisão ou outra mídia visual | Michael Giacchino                                             | Venceu                        |
| 14 de fevereiro de 2008 | Art Directors Guild                           | Longa metragem – Filme de Fantasia                                              | Harley Jessup                                                 | Indicado                      |
| 17 de fevereiro de 2008 | American Cinema Editors                       | Melhor edição em longa metragem – Comédia ou Musical                            | Darren T. Holmes                                              | Indicado                      |
| 21 de fevereiro de 2008 | Visual Effects Society Awards                 | Personagem Animado Marcante em um Filme de Animação, por: "Colette"             | Janeane Garofalo, Jaime Landes, Konishi Sonoko & Paul Aichele | Venceu                        |
| 21 de fevereiro de 2008 | Visual Effects Society Awards                 | Efeitos Notáveis em um Desenho Animado, para cenas rápidas                      | Darwyn Peachey, Chen Shen, Eric Froemling & Tolga Goktekin    | Indicado                      |
| 21 de fevereiro de 2008 | Visual Effects Society Awards                 | Efeitos Notáveis em um Desenho Animado, para as comidas                         | Jon Reisch, Jason Johnston, Eric Froemling & Tolga Goktekin   | Venceu                        |
| 21 de fevereiro de 2008 | Visual Effects Society Awards                 | Efeitos Visuais Secundários Notáveis em um Filme                                | Michael Fong, Apurva Shah, Christine Waggoner & Michael Fu    | Venceu                        |
| 24 de fevereiro de 2008 | Oscar                                         | Melhor Filme de Animação                                                        | Brad Bird                                                     | Venceu                        |
| 24 de fevereiro de 2008 | Oscar                                         | Melhor Trilha Sonora                                                            | Michael Giacchino                                             | Indicado                      |
| 24 de fevereiro de 2008 | Oscar                                         | Melhor Edição de Som                                                            | Randy Thom & Michael Silvers                                  | Indicado                      |
| 24 de fevereiro de 2008 | Oscar                                         | Melhor Mixagem de Som                                                           | Randy Thom, Michael Semanick & Doc Kane                       | Indicado                      |
| 24 de fevereiro de 2008 | Oscar                                         | Melhor Roteiro Original                                                         | Brad Bird, Jan Pinkava & Jim Capobianco                       | Indicado                      |
| 9 de março de 2008      | Empire Awards                                 | Melhor Filme                                                                    | —                                                             | Indicado                      |
| 9 de março de 2008      | Empire Awards                                 | Melhor Comédia                                                                  | —                                                             | Indicado                      |
| 29 de março de 2008     | Kids' Choice Awards                           | Filme de Animação Favorito                                                      | —                                                             | Venceu                        |
| 30 de março de 2008     | Young Artist Awards                           | Melhor Filme Familiar (Animação)                                                | —                                                             | Venceu                        |
| 8 de maio de 2008       | Golden Trailer Awards                         | Melhor Animação/Melhor Programa Televisivo Familiar                             | —                                                             | Indicado                      |
| 24 de junho de 2008     | Saturn Awards                                 | Melhor Filme de Animação                                                        | —                                                             | Venceu                        |
| 24 de junho de 2008     | Saturn Awards                                 | Melhor Roteiro                                                                  | Brad Bird                                                     | Venceu                        |
| —                       | Christopher Award                             | Filmes de longa metragem                                                        | —                                                             | Venceu                        |